# Zmarli w lipcu 2013

## Lipiec 2013
- 31 lipca
  - Michael Ansara – amerykański aktor[1]
- 30 lipca
  - Janina Adamczyk – polska chemiczka i wynalazczyni[2]
  - Berthold Beitz – niemiecki przedsiębiorca[3]
  - Harry F. Byrd Jr. – amerykański polityk[4]
  - Ossie Schectman – amerykański koszykarz[5]
  - Antonio Ramallets – hiszpański piłkarz i trener, wieloletni bramkarz klubu FC Barcelona[6]
- 29 lipca
  - Ludwig Averkamp – niemiecki duchowny katolicki, arcybiskup metropolita Hamburga[7]
  - Christian Benítez – ekwadorski piłkarz[8]
  - Tony Gaze – australijski kierowca wyścigowy[9]
  - Jacek Korczakowski – polski literat i autor tekstów piosenek, tłumacz, reżyser programów estradowych[10]
  - Wojciech Tomczyk – polski prawnik i działacz sportowy, wiceminister sprawiedliwości, sędzia Trybunału Stanu[11]
- 28 lipca
  - Eileen Brennan – amerykańska aktorka[12]
  - George Fitzsimons – amerykański duchowny katolicki, biskup Saliny[13]
  - Nikołaj Melnik – radziecki pilot, który założył licznik promieniowania na reaktorze nr 4 w Czarnobylskiej Elektrowni Jądrowej po awarii w 1986[14]
  - Rita Reys – holenderska piosenkarka jazzowa[15]
  - Richard Thomas – amerykański tancerz baletowy, solista[16]
  - Ersilio Tonini – włoski duchowny katolicki, kardynał[17]
- 27 lipca
  - Henryk Baranowski – polski reżyser teatralny[18]
  - Mick Farren – angielski dziennikarz, pisarz, wokalista rockowy[19]
  - Bonifacy Jedynak – generał brygady Milicji Obywatelskiej, funkcjonariusz organów bezpieczeństwa, pacjent zero epidemii ospy we Wrocławiu[20]
  - Santiago Santamaría – argentyński piłkarz[21]
  - Ilja Siegałowicz – rosyjski programista, współtwórca rosyjskiej wyszukiwarki internetowej Yandex[22]
  - Ryszard Szafiński – polski samorządowiec i ekonomista, starosta świebodziński[23]
- 26 lipca
  - Cosmo Allegretti – amerykański aktor[24]
  - J.J. Cale – amerykański piosenkarz, gitarzysta, kompozytor[25]
  - Marian Dębogórski – polski działacz państwowy i prawnik, wiceminister przemysłu spożywczego i skupu (1971–1980)[26]
  - Adam Gołąb – polski dziennikarz sportowy[27]
- 25 lipca
  - Steve Berrios – amerykański perkusista latin jazzowy[28]
  - Muhammad Brahmi – tunezyjski polityk, opozycjonista[29]
  - León Ferrari – argentyński artysta plastyk[30]
  - Hubert Gralka – polski lekkoatleta, trener i działacz sportowy[31]
  - Bernadette Lafont – francuska aktorka[32]
  - Walter De Maria – amerykański artysta, rzeźbiarz[33]
  - Kongar-ol Ondar – rosyjski lutnista pochodzenia mongolskiego[34]
- 24 lipca
  - Jerzy Bączek – polski aktor[35]
  - Chiwoniso Maraire – zimbabweńska piosenkarka[36]
- 23 lipca
  - Rona Anderson – szkocka aktorka[37]
  - Emile Griffith – amerykański bokser, zawodowy mistrz świata[38]
  - Luis Méndez – belizeński piłkarz[39]
  - Jean Pede – belgijski polityk i samorządowiec, parlamentarzysta, minister w rządzie flamandzkim (1985–1988), przewodniczący Parlamentu Flamandzkiego (1981–1985, 1988)[40]
  - Michał Radgowski – polski dziennikarz, publicysta, jeden ze współtwórców „Polityki”[41]
  - Djalma Santos – brazylijski piłkarz, dwukrotny mistrz świata[42]
  - Manjula Vijayakumar – indyjska aktorka[43]
- 22 lipca
  - Dennis Farina – amerykański aktor[44]
  - Lawrie Reilly – szkocki piłkarz, napastnik[45]
- 21 lipca
  - Andrea Antonelli – włoski motocyklista wyścigowy[46]
  - Det de Beus – holenderska hokeistka na trawie[47]
  - Page Morton Black – amerykańska piosenkarka kabaretowa[48]
  - Denys de La Patellière – francuski reżyser i scenarzysta[49]
  - Jude Speyrer – amerykański duchowny katolicki, biskup Lake Charles[50]
- 20 lipca
  - John Casablancas – amerykański kreator mody[51]
  - Franco De Gemini – włoski muzyk, producent nagrań, kompozytor[52]
  - Helen Thomas – amerykańska dziennikarka[53]
- 19 lipca
  - Simon Pimenta – indyjski duchowny katolicki, arcybiskup Bombaju, kardynał[54]
  - Wilfred Proudfoot – brytyjski polityk, deputowany Izby Gmin (1959-1964, 1970-1974)[55]
  - Mel Smith – angielski komik, scenarzysta, reżyser, producent i aktor[56]
  - Bert Trautmann – niemiecki piłkarz[57]
  - Phil Woosnam – walijski piłkarz, trener, wieloletni komisarz NASL[58]
- 18 lipca
  - Alastair Donaldson – szkocki basista i multiinstrumentalista punkrockowy, muzyk grupy The Rezillos[59]
  - Jerzy Kulczycki – polski księgarz i wydawca[60]
  - Carline Ray – amerykańska wokalistka i muzyk jazzowy[61]
  - Władysław Marek Turski – polski informatyk, profesor[62]
- 17 lipca
  - Vincenzo Cerami – włoski scenarzysta filmowy[63]
  - Briony McRoberts – angielska aktorka[64]
- 16 lipca
  - Nobuyuki Aihara – japoński gimnastyk sportowy, dwukrotny mistrz olimpijski[65]
  - Todd Bennett – brytyjski lekkoatleta, sprinter[66]
  - Talia Castellano – amerykańska celebrytka, blogerka[67]
  - Alex Colville – kanadyjski malarz[68]
  - Torbjørn Falkanger – norweski skoczek narciarski[69]
  - Marv Rotblatt – amerykański bejsbolista[70]
  - Ewa Sułkowska-Bierezin – polska dziennikarka, działaczka opozycji w okresie PRL[71]
  - T-Model Ford – amerykański muzyk bluesowy[72]
  - David White – szkocki piłkarz, menedżer piłkarski[73]
- 15 lipca
  - Meskerem Assefa – etiopska lekkoatletka, średnio i długodystansowiec, olimpijka[74]
  - Noël Lee – amerykański pianista i kompozytor[75]
- 14 lipca
  - Jean-Paul Hugot – francuski polityk i filolog, eurodeputowany, senator[76]
  - Thad Jakubowski – amerykański duchowny katolicki polskiego pochodzenia, emerytowany biskup pomocniczy Chicago[77]
  - George Smith – angielski piłkarz[78]
- 13 lipca
  - Laurie Frink – amerykańska trębaczka jazzowa[79]
  - Cory Monteith – kanadyjski aktor[80]
  - Marc Simont – amerykański rysownik, ilustrator książek dla dzieci[81]
- 12 lipca
  - Paul Bhattacharjee – brytyjski aktor[82]
  - Andrzej Czyżniewski – polski bramkarz, sędzia piłkarski, działacz sportowy[83]
  - Elaine Morgan – brytyjska scenarzystka, pisarka[84]
  - Pran – hinduski aktor[85]
- 11 lipca
  - Michał Ksawery Sapieha – arystokrata, działacz polonijny[86]
  - Johnny Smith – amerykański gitarzysta jazzowy[87]
  - John Whitworth – angielski śpiewak, pedagog[88]
- 10 lipca
  - Philip Caldwell – amerykański ekonomista, pierwszy prezes Ford Motor Company spoza rodziny Fordów[89]
  - Józef Gara – polski górnik, pisarz,  autor piosenek[90]
  - Marian Urbańczyk – polski fizyk i elektronik[91]
- 9 lipca
  - Markus Büchel – liechtensteiński polityk, premier Liechtensteinu w roku 1993[92]
  - Jim Foglesong – amerykański muzyk country, producent muzyczny[93]
  - Cyryl Kowaczew – bułgarski duchowny prawosławny, biskup Bułgarskiego Kościoła Prawosławnego[94]
  - Barbara Robinson – amerykańska pisarka, autorka książek dla dzieci[95]
- 8 lipca
  - Teresa Bratek – polska dziennikarka, poetka[96]
  - Paul Feiler – brytyjski malarz niemieckiego pochodzenia[97]
  - Aleksander Findziński – polski specjalista w zakresie gazownictwa[98]
  - Dave Hickson – angielski piłkarz[99]
  - Nadieżda Popowa – rosyjska pilot wojskowa, major[100]
  - Marcin Znaniecki – polski ekonomista[101]
- 7 lipca
  - Joe Conley – amerykański aktor[102]
  - Artur Hajzer – polski himalaista, alpinista[103]
  - Józef Ladrowski – polski wojskowy, porucznik, budowlaniec, ekonomista[104]
  - Andrzej Skrzypczak – polski piłkarz, bramkarz[105]
  - Anna Wing – angielska aktorka[106]
- 6 lipca
  - Brunon J. Grochal – polski energetyk i mechanik[107]
  - Leland Mitchell – amerykański koszykarz[108]
  - Marek Tracz – polski dyrygent i kierownik muzyczny Opery Wrocławskiej, rektor Akademii Muzycznej we Wrocławiu[109]
  - Senji Yamaguchi – japoński działacz antywojenny[110]
- 5 lipca
  - Tadeusz Jagodziński – polski dziennikarz, wieloletni pracownik sekcji polskiej BBC[111]
  - Józef Wołoch – polski specjalista w zakresie organizacji i zarządzania, żołnierz Armii Krajowej[112]
- 4 lipca
  - Jack Crompton – angielski piłkarz i trener[113]
  - Wiesław Gliński – polski lekarz[114]
  - Chester Harriott – brytyjski pianista jazzowy pochodzący z Jamajki[115]
  - Bernie Nolan – irlandzka wokalistka[116]
  - Hanna Olechnowicz – polska psycholog[117]
  - Waldemar Szpaliński – polski polityk, I sekretarz KW PZPR w Łomży (1978–1981), poseł na Sejm VIII kadencji (1980–1984)[118]
- 3 lipca
  - Krzysztof Nazar – polski reżyser teatralny, filmowy i telewizyjny[119]
  - Radu Vasile – rumuński polityk, premier Rumunii w latach 1998-1999, historyk, pisarz[120]
  - Snoo Wilson – angielski dramaturg, scenarzysta i reżyser[121]
- 2 lipca
  - Anthony Bosco – amerykański duchowny katolicki, biskup Greensburga[122]
  - Marcin Mayzel – polski reżyser, syn aktorów Zofii Merle i Jana Mayzla[123]
  - Douglas Engelbart – amerykański informatyk, wynalazca myszy komputerowej[124]
  - Fauzijja bint Fu’ad – królowa Persji, egipska księżniczka[125]
  - Wojciech Wrzesiński – polski historyk, profesor, rektor Uniwersytetu Wrocławskiego[126]
- 1 lipca
  - Charles Foley – amerykański wynalazca, twórca gry Twister[127]
  - Stojan Ganew – bułgarski polityk i dyplomata[128]
  - Juliusz Rawicz – polski dziennikarz, jeden z założycieli „Gazety Wyborczej”[129]
  - Gary Shearston – australijski piosenkarz folkowy[130]
  - Ján Zlocha – słowacki piłkarz[131]